# Badrīyeh
Badrīyeh (persiska: بدریّه) är en ort i Iran.   Den ligger i provinsen Khuzestan, i den västra delen av landet, 700 km söder om huvudstaden Teheran. Badrīyeh ligger 4 meter över havet och antalet invånare är 236.
Terrängen runt Badrīyeh är mycket platt. Runt Badrīyeh är det ganska tätbefolkat, med 139 invånare per kvadratkilometer. Närmaste större samhälle är Khorramshahr, 5,8 km väster om Badrīyeh. Trakten runt Badrīyeh är ofruktbar med lite eller ingen växtlighet.